# Alca
Alca is een geslacht van vogels uit de familie van de alken (Alcidae). De wetenschappelijke naam van het geslacht werd in 1758 gepubliceerd door Carl Linnaeus. Hij nam de naam 'Alca' over van eerdere auteurs als Carolus Clusius en Francis Willughby. Het geslacht telt inmiddels nog maar één soort.

## Soorten
- Alca torda – Alk